# Ouragan Luis
Pour les articles homonymes, voir Luis.
L’ouragan Luis est l'un des plus violents et puissants cyclones tropicaux du XXe siècle ayant touché les Petites Antilles. Ce fut le 13e système nommé, le sixième à atteindre le seuil ouragan, le deuxième à devenir un ouragan majeur et le troisième plus intense de la saison cyclonique 1995 dans l'océan Atlantique nord. Formé au sud-est des îles du Cap-Vert fin août, cet ouragan capverdien a traversé au début de septembre l'île de Barbuda et frôlé les îles de Saint-Barthélemy et Saint-Martin, causant des dégâts catastrophiques sur l'île franco-néerlandaise avant de remonter vers le nord puis se diriger vers l'île de Terre-Neuve.
Tout au long de sa trajectoire, entre les Antilles de l'Est et le Canada, 19 personnes sont mortes et les dommages causés ont été extrêmes voire catastrophiques sur certaines îles du nord-est des Caraïbes, avec des dégâts évalués à environ 3,3 milliards $US (de 1995) (soit environ 5 milliards $US en 2017).
Il était en 1995 le cyclone tropical le plus dévastateur sur le bassin Atlantique depuis l'ouragan Andrew en 1992 et à la suite des dégâts et des morts causés, l'Organisation météorologique mondiale a retiré le nom Luis des listes futures de noms pour les ouragans du bassin Atlantique et remplacé par Lorenzo pour la saison 2001.

## Évolution météorologique

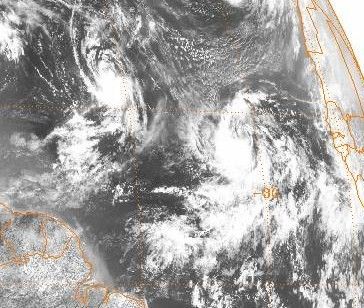
Le 29 août, les faibles tempêtes tropicales Karen et Luis sont visibles sur l'image satellitaire.

Le 26 août, une onde tropicale est sortie de la côte africaine. Elle s'est organisée en dépression tropicale l'après-midi du 28 août au sud des îles de Cap-Vert, puis s'est renforcé en tempête tropicale le lendemain et fut nommée Luis.
La tempête s'est déplacée ensuite vers le nord-ouest sur le centre Atlantique tropical. Elle devint un ouragan l'après-midi du 30, puis un ouragan majeur le soir du 31. Luis infléchit sa trajectoire vers l'ouest le 2 septembre et atteignit son maximum d'intensité le jour d'après en s'approchant des Antilles. Un avion de reconnaissance confirma en effet qu'il avait atteint la catégorie 4 de l'échelle de Saffir-Simpson à 1 100 km à l'est des Petites Antilles.
Luis affecta d'abord la Guadeloupe et l'île d'Antigua le soir du 4 septembre et toucha terre sur l'île de Barbuda le matin du 5 avant de se diriger lentement vers les îles du nord de Saint-Barthélemy, Saint-Martin et Anguilla avec des vents soutenus de 210 km/h, une houle cyclonique de plus de 10 m et une onde de tempête de 3 m. La périphérie de l'ouragan frappa également les îles de Montserrat, Saint-Christophe-et-Niévès, Saint-Eustache, Saba, les îles Vierges britanniques, Porto Rico et les îles Vierges des États-Unis avant que sa trajectoire ne courbe vers le nord-nord-ouest.
Passant à 320 km à l'ouest des Bermudes, le système avait perdu beaucoup de son intensité mais donna quand même des vents de force de tempête tropicale sur ces îles. Tard le 10 septembre le cyclone est devenu extratropical à 445 km au sud-est de Halifax (Nouvelle-Écosse) et s'est mis à accélérer sa course vers le nord-est. Le paquebot de luxe Queen Elizabeth 2 et une bouée météorologique ont enregistré des vagues de près de 30 mètres et des vents de force d'ouragan.
Tôt le 11 septembre, Luis a rapidement traversé la péninsule d'Avalon en direction du nord-est, déversant sur son passage de 60 à 120 mm de pluie sur l'est de Terre-Neuve et donnant des rafales de 92 à 130 km/h. Le lendemain, la dépression restante se dirigea vers l'Atlantique Nord avant d’être absorbés par le creux situé près de la côte sud du Groenland.

## Préparatifs

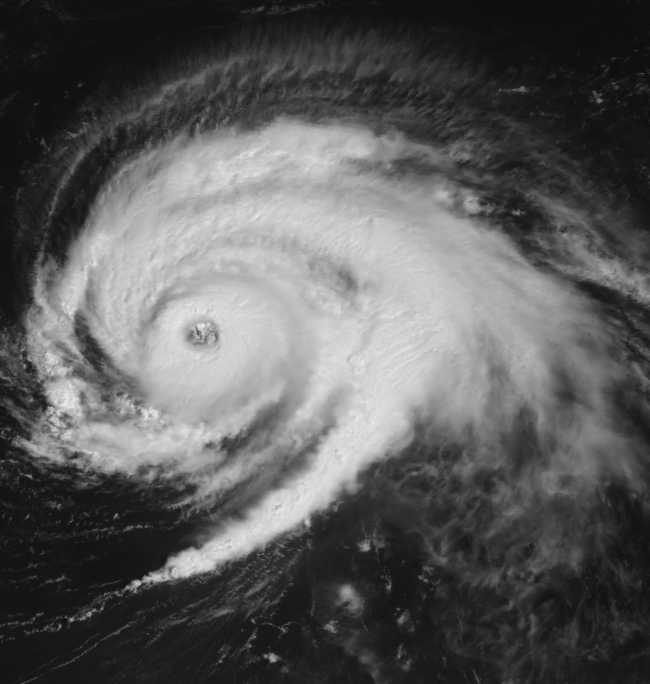
Luis au nord des petites Antilles le 6 septembre.

Trois jours avant que la dévastation ne se produise sur la partie nord des Petites Antilles, l'ouragan Luis est devenu un ouragan de catégorie 4 et devait éviter ces zones comme l'avait fait Humberto et Karen. Cependant, alors que la tempête tropicale Karen s'approchait d'Iris, elle s'affaiblissait et fut absorbé par cette dernière dont la trajectoire fut influencée par la crête subtropicale, dirigeant Luis vers l'ouest.

### Îles du Vent et Porto Rico
En raison de son déplacement lent, Luis donna aux responsables locaux suffisamment de temps pour se préparer. En prévision de la tempête, des alertes et des avertissements cycloniques furent émis pour plusieurs régions des Caraïbes. Les deux premiers furent des veilles d'ouragan émise pour Antigua, Barbuda et la Guadeloupe le 2 septembre à 22 h UTC. Cinq heures plus tard, une veille de tempête tropicale fut émise pour la Dominique. À 21 h UTC, un avertissement d'ouragan a été émis pour Antigua, Barbuda et une veille d'ouragan pour la Guadeloupe.
À 15 h UTC, Porto Rico passa en veille de tempête tropicale. À 17 h UTC, la Guadeloupe, Saint-Barthélemy et la partie française de Saint-Martin passèrent en alerte d'ouragan. Quatre heures plus tard, Porto Rico, les îles Vierges britanniques et américaines furent en alerte de tempête tropicale, incluant la Martinique et Sainte-Lucie.

### Bermudes et Canada
Un avertissement de tempête tropicale fut émis pour les Bermudes le 7 septembre et terminé le 10 septembre.
Le Centre canadien de prévision des ouragans a commencé à émettre des avis dans la matinée du 8 septembre après que la trajectoire de Luis commença à s'incurver à l'est de la Floride, environ 48 heures avant son entrée dans la zone de couverture du centre. Le Centre des Maritimes du Service météorologique du Canada a émis des avertissements pour les secteurs visés dès le 9 septembre, soit 36 heures avant l'arrivée de la tempête.

## Impact
| Région                                                | Morts directs | Dégâts (millions $US de 1995) | Réf.  |
| ----------------------------------------------------- | ------------- | ----------------------------- | ----- |
| Anguilla                                              | 0             | NC                            | [ 1 ] |
| Saint-Barthélemy                                      | 0             | NC                            | [ 1 ] |
| Saint-Martin                                          | 1             | >350                          | [ 1 ] |
| Saint-Martin (Pays-Bas)                               | 8             | 1 800                         | [ 1 ] |
| Saba                                                  | 0             | NC                            | [ 1 ] |
| Saint-Eustache                                        | 0             | NC                            | [ 1 ] |
| Guadeloupe                                            | 1             | 50                            | ,     |
| Dominique                                             | 1             | 47                            | ,     |
| Montserrat                                            | 0             | 20                            | [ 3 ] |
| Antigua-et-Barbuda                                    | 3             | 350                           | [ 1 ] |
| Saint-Christophe-et-Niévès                            | 0             | 197                           | [ 1 ] |
| Îles Vierges britanniques Îles Vierges des États-Unis | 0             | 300                           | [ 3 ] |
| Porto Rico                                            | 2             | 200                           | ,     |
| Bermudes                                              | 0             | NC                            | [ 1 ] |
| États-Unis                                            | 2             | 1,9                           | ,     |
| Terre-Neuve-et-Labrador                               | 1             | 0,5                           | ,     |
| Total                                                 | 19            | 3,3 milliards $US             |       |

De manière générale, Luis a causé des dégâts matériels extrêmes dans les îles Sous-le-Vent en raison de la puissance et la force du vent.
Il faut aussi ajouter l'onde de tempête qui a provoqué une élévation du niveau de la mer (1 à 2 mètres) particulièrement dévastatrice sur les îles plates comme Anguilla et Barbuda et les fortes précipitations (100 à 600 mm) qui provoquent de fortes inondations sur les îles moins affectées.
Le montant exact des dégâts causés par l'ouragan est inconnu en raison du nombre insuffisant de rapports de certaines petites îles telles Anguilla, Saba, Saint-Barthélemy et Saint-Eustache, bien qu'il soit estimé à un peu plus de 3 milliards de $US.

### Antigua et Barbuda
Luis fut le premier ouragan qui affecta directement Barbuda depuis Donna en 1960. C'est la première terre que le vaste ouragan toucha le matin du 5 septembre provoquant des dégâts matériels très importants. L'absence de relief l'exposait à des risques d'inondations majeures par submersions marines et vit ses principaux moyens de communication coupés. Les infrastructures de l'île ont été majoritairement détruites (ports, aéroport, routes, hôpital, écoles, moyens de communication...). La seule station officielle de l'île a enregistré un vent soutenu de 194 km/h, une rafale maximale à 235 km/h et une pression minimale de 946 hPa. Une station non homologuée et fortement exposée d'un radioamateur aurait enregistré une rafale maximale à 282 km/h.
Environ 70 % des habitations furent endommagées ou détruites et l'ouragan a laissé des centaines de sans-abri; beaucoup vécurent sous des tentes pendant des mois.
Antigua n'a pas subi des dégâts aussi extrêmes que sa voisine du fait du passage du cyclone à près de 50 km au nord. Cependant les dégâts furent considérables avec 45 % des logements endommagés ou détruits et des structures de communication. L'impact de l'ouragan a causé 32 000 sinistrés dont 3 000 sans-abri. La station de l'aéroport a enregistré à 10 h 30 UTC une pression minimale de 971 hPa avec le vent estimé sur l'ensemble de l'île de 120 à 140 km/h et les plus fortes rafales dépassant les 200 km/h. Le cumul de la pluviométrie était près de 260 mm durant toute la période
Le coût total de la reconstruction sur les deux îles s'élevait à 350 millions $US soit 60 % du PIB du pays qui ont été évalués ,.

### Anguilla
Le territoire britannique d'outre-mer Anguilla a été ravagé lors du passage de l'ouragan, qui a fortement affecté la végétation et majoritairement les bâtiments publics (lycée et hôpital détruits), des infrastructures routières, maritimes et aériennes.
C'est la seconde et dernière île que l'ouragan a directement touché avec l'œil passant à la pointe nord-est de l'Île Scrub. Même si l'île aurait subi les dommages les plus graves que ceux de Saint-Martin, les dégâts totaux étaient encore inconnus, bien que les estimations estiment à plus de 100 millions $US
Sandy Island a été submergé pendant plusieurs jours, jusqu'à l'arrivée de l'Ouragan Marilyn, 10 jours plus tard. Les installations furent gravement endommagées et un navire s'est échoué sur l'île.
Luis fut le pire ouragan que l'île ait subi depuis l'Ouragan Donna en 1960.

### Dominique
Avec un passage à 200 kilomètres au nord du pays, les vents de force tempête (64 km/h) et des rafales de 80 à 90 km/h ont affecté les zones exposées de l'île toute la journée du 5 septembre. La pression minimale enregistrée était comprise entre pression minimale à 1 003 et 1 005 hPa. La majorité des dégâts subis par la Dominique concernaient des cultures de bananes déjà endommagées à 70 % par Iris, survenue une semaine auparavant.
Bien que les dommages globaux aient été relativement mineurs, il y a eu érosion des plages et les vagues ont endommagé quelques hôtels et routes près des côtes. Environ 1 000 personnes furent sinistrées, en raison des fortes vagues sur les côtes nord-est et ouest de la ville, comme Marigot, Roseau et Portsmouth. Un pêcheur a été confirmé tué en raison de la mer agitée. Au total, les dommages matériels ont été estimés à 47 millions de dollars qui s'ajouteront à ceux d’Iris une semaine auparavant et de l'ouragan Marilyn, dix jours après, totalisant 184 millions de dollars US.

### Guadeloupe
Le centre de l'ouragan est passé à environ 100 km et que le mur de l'œil passé à 75 km au nord de la Grande-Terre, provoquant une très forte houle cyclonique atteignant son maximum vers 4 heures le 5 septembre avec submersion des zones les plus proches de la côte. La hauteur moyenne des vagues mesurées au large de Port-Louis fut 6,85 m avec certaines pouvant avoir atteint 10 mètres. Les dégâts liés aux vents sur les habitations du nord Grande-Terre furent modérés et généralement mineurs sur le reste de la Grande-Terre et nord Basse-Terre mais le réseau routier inondé et les routes sur le littoral situé à l'est et au nord de l'île ont été affectées, la végétation dont les plantations de canne à sucre endommagées à près de 20 % ont subi des dégâts importants.
De 90 à 300 mm de pluie furent enregistrées dans les différentes îles de l'archipel, tandis que les régions montagneuses ont enregistré jusqu'à 577 mm, les précipitations les plus importantes ayant été enregistrées à la Soufrière ce qui a endommagé certaines routes en particulier sur la côte ouest, où de fortes vagues ont en plus ont emporté des maisons et une route côtière,
La station météorologique de Raizet a enregistré un vent soutenu de 77 km/h pour une rafale atteignant 104 km/h et une chute de pression minimale à 994 hPa le 5 septembre de 3 à 4 h local du matin et 167 mm de pluie en 48 heures,. La plus forte rafale enregistrée d'une station fixe en Grande-Terre fut sur la commune du Moule à 112 km/h,. Cependant, la nuit du 4 et 5 septembre vers 3 h local, Alain Gillot-Pétré a mesuré un vent soutenu de 90 à 95 km/h pour une rafale de vent à 120 km/h sur la baie située derrière l'aérodrome de Saint-François. Météo-France estima que sur le nord de la Grande-Terre, le vent moyenné sur une minute a probablement atteint 110 à 130 km/h et les rafales 160 km/h,. Les vents forts venant du secteur ouest ont inhabituellement perturbé toute la nuit du 4 au 5 septembre compte tenu de la taille et la vitesse du cyclone, ce qui a provoqué des dégâts importants sur la végétation.
Sur l'île la plus orientale de l'archipel, la Désirade a enregistré des vents d'ouragan à 120 km/h et une rafale soutenue à 144 km/h, avec une pression minimale de 992 hPa,. D'autre part, la région de la Basse-Terre a subi des dommages mineurs, à l'exception des bananeraies endommagées à près de 90 %. Au niveau de la mer, le vent soutenu n'a pas atteint la force tempête (>63 km/h) sur les îles de Marie-Galante, les Saintes ainsi que le sud Basse-Terre  mais les plus fortes rafales de vent ont été enregistrées sur des terrains élevés, comme à Guillard 110 km/h et sur l'aérodrome de Baillif à 86 km/h.
Le cyclone a coûté la vie à un touriste français âgé de 29 ans alors qu'il fut entraîné par de violentes vagues sur une jetée de l'est de Saint-François. Les dégâts furent estimés à 250 millions de francs (50 millions $US), en particulier pour l'agriculture, le réseau routier affecté par les inondations et la houle cyclonique.[réf. nécessaire]

### Saint-Barthélemy
Avec un passage à environ 35 km au nord-ouest de Saint-Barthélemy au stade d'ouragan de catégorie 4 et du fait de la construction paracyclonique et des hautes toitures renforcées, les trois quarts des habitations de l'île ont tenu. Les habitations endommagées ou détruites ont été fréquentes sur les zones exposées telles la baie des Flamands, fortement affectée par la houle cyclonique, ayant subi jusqu'à deux mètres d'érosion, endommageant des habitations. La végétation a davantage souffert que les infrastructures et l'estimation du coût total des dégâts n'a jamais été publié.
Le 5 septembre près de 20 h UTC, la station météorologique de Météo-France à Gustavia enregistra une pression atmosphérique de 948 hPa, un vent soutenu de 108 nœuds (200 km/h) et une rafale à 135 nœuds (250 km/h) avant la rupture de l'anénomètre alors que le centre de Luis se situait à 40 km au Nord-Est de l'île à l'approche du mur de l'œil. La pression resta en dessous de 1 000 hPa pendant près de 24 heures et en dessous de 1 005 hPa pendant plus de 36 heures.

### Saint-Martin
L'île franco-néerlandaise est celle qui a subi le plus lourd bilan humain et économique, plus particulièrement la partie néerlandaise, dont l'ouragan a causé des dégâts quasiment catastrophiques. Sur les deux parties de l'île, Luis a officiellement fait 9 morts, des disparus, des dizaines de blessés graves, 60% de logements endommagés et de 7 000 à 11 000 sans-abri, plus particulièrement sur la partie néerlandaise et une économie à terre.
En tant que tel, Luis était l'ouragan le plus dévastateur à frapper l'île depuis l'ouragan Donna en 1960

#### Partie française
À un intervalle de 2 heures par rapport à Saint-Barthélemy, le centre de l'ouragan majeur n'a également pas traversé l'île mais passé à environ 65 km au nord-est de Saint-Martin en début de soirée du 5 septembre avec des vents soutenus près de 205 km/h et une pression minimale de 942 hPa
Le mur de l’œil de l'ouragan frôla l'île, ce qui a généré une marée de tempête sur le littoral Atlantique de l'île d'où une partie de la commune du Quartier-d'Orléans a été submergée par la mangrove Étang-aux-Poissons.
Sur les autres communes situées sur la partie ouest de l'île, la marée de tempête a été moins conséquente cependant la houle cyclonique a été destructrice notamment sur la baie de Grand-Case, avec des vagues à la côte dépassant les 8 m. Le bout du quai principal a cédé sous la pression de la mer et 90 % des infrastructures (hôtels, logements, restaurants) sur la baie ont été endommagées ou détruites.
L'ouragan ayant endommagé au moins 50 % des habitations du côté français et les dégâts causés à la végétation étaient également fréquents. Marigot, ayant eu une majorité de ses rues inondées et envahies par des algues. Les logements situés à Terres-Basses ont été fortement affectés dont l'un des plus grands hôtels en vogue de l'époque, La belle créole, a été endommagé et sinistré : les conséquences de Luis lui ont valu le nom de Ghost Resort,.
Il y a eu peu de capteurs de vent opérationnels durant Luis mais les valeurs les plus importantes ont atteint 215 km/h en rafale à l'aéroport de Grand-Case et de 202 km/h sur la marina de Marigot. Ces instruments ont été endommagés et l'estimation des rafales de vent sur l'aérodrome, situé entre deux vallées, a certainement dépassées les 250 km/h. La pression atmosphérique descendit jusqu'à 953 hPa. Avant que les capteurs ne cèdent, les vents soutenus de 65 km/h ont perduré pendant près de 24 heures sur l'île, du 5 septembre peu avant 13 h UTC au 6 septembre vers 11 h UTC. La station météorologique de Grand-Case a détecté une pression atmosphérique de 1 000 hPa vers 12 h UTC, un vent soutenu de 33 nœuds (61 km/h) et une rafale à 55 nœuds (102 km/h) alors que le centre de Luis se situait à 160 km à l'Est-Sud-Est de l'île.
Le cyclone a laissé officiellement 950 personnes sans-abri sur la partie française. Le ministère du Logement français a annoncé l’octroi d’une aide d’urgence de 25 millions de francs pour faire face aux premiers besoins de logements d’urgence. Le maire de Saint-Martin, Albert Fleming, a annoncé que des milliers d’Haïtiens qui vivaient dans un bidonville sur les hauteurs de Concordia devait être relogés car les baraques où ils habitaient furent totalement détruites.

#### Partie néerlandaise
L’autre partie de l’île a subi des dommages encore plus catastrophiques que dans la partie française, en raison des vents les plus forts, s’attaquent au sud de l’île d'où les rues de Philipsburg, ont été inondées par la marée de tempête, survenant du Great Salt Pond.
Le quartier hollandais est dévasté a 80% : un lotissement d'une trentaine de logements qui venait d'être livré, a été complètement éradiqué (seules les cuisinières ont tenu) et au moins 70 % des logements et résidences des 30 000 habitants ont été endommagées avec près de 15% ont été complètement détruites, certaines étant rendues inhabitables, notamment des commerces, des églises, le terminal principal de l'aéroport et des hôtels (4 d'entre eux ont été détruits), et certaines écoles. Plus de 5 000 Haïtiens de leur quartier du côté néerlandais ont été laissés sans-abri, tandis que certaines villes de l'île ont passé près de 3 mois sans eau ni électricité. Sur les 1 500 bateaux abrités dans la lagune de Simpson Bay, près de 1 300, soit 85 %, ont été coulés ou échoués. La tempête a officiellement annoncé la mort de huit personnes, avec la possibilité que davantage de disparus et morts soient noyées dans le lagon.
Les relevés effectués à l'aéroport Princess Juliana, situé au niveau de la mer ont révélé des vents soutenus à 139 km/h et des rafales à 183 km/h et une pression barométrique à sa plus basse chute entre 963 hPa et 964 hPa à 22 h 30 UTC. La station est restée opérationnelle et a détecté des vents de force tempête tropicale ayant balayé le territoire pendant environ 21 heures, tandis que les vents soutenus de force d'ouragan ont duré jusqu'à 8 heures, dû à l'étendue, la puissance et la faible vitesse de déplacement de l'ouragan étant entre 12 et 15 km/h.
Le jour d'après, le gouvernement néerlandais déclara aussitôt la zone en état de catastrophe naturelle en autorisant le déploiement de près d'un millier de militaires en provenance de Curaçao et des Pays-Bas. Le secteur touristique était en berne pour presque une année.
Les dommages totaux du côté néerlandais étaient ont représenté 1,8 milliard $US (de 1995), faisant de Luis le cyclone tropical le plus coûteux et dévastateur sur une seule île des Petites Antilles à cette époque.

### Martinique
Contrairement aux autres îles des Antilles françaises, la Martinique a été relativement épargnée car le mur de l'œil de l'ouragan est passé à 250 km au nord de l'île le 4 et 5 septembre. Le territoire n'a été affecté que par de brèves mais intenses épisodes pluvieux, laissant de 50 à 100 mm d'accumulation, et des rafales de vent jusqu'à 80 km/h sur des zones exposées. Le passage du vaste ouragan a occasionné une houle cyclonique de 4,7 m sur le nord du littoral ce qui inonda plus particulièrement les rues de Fort-de-France et la côte Caraïbe.

### Montserrat
Le centre de Luis est passé à près de 100 kilomètres au nord-est, générant une longue et puissante houle cyclonique, inondant les routes du littoral et des habitations situées sur la partie nord de l'île. Les effets cycloniques dus à la pluie et au vent furent modérés et le coût estimé était de 20 millions $US.

### Saba et Saint Eustache
Les effets cycloniques de Luis sur les îles néerlandaises sont modérés avec des rafales de force ouragan de 130 km/h à 150 km/h, des pluies diluviennes et une houle cyclonique supérieure à 8 mètres.

### Saint-Christophe et Niévès
Le centre de Luis est passé près de 90 kilomètres au nord-est et une chute de pression minimale à 990 hPa a provoqué une marée de tempête accompagnée d'une forte houle, de très grave érosion des plages et des dégâts modérés aux résidences exposées. Les rafales de vent dépassant les 120 km/h ont gravement affectées une partie des infrastructures, affectant une grande partie de la population d'où au moins 2000 sinistrés à Saint-Christophe et la végétation, les routes du littoral, des problèmes étant essentiellement liés à la mauvaise qualité du système d'approvisionnement en eau.
Les dégâts sur l'île de Niévès sont moins importants et le montant total des dommages ont finalement atteint 197 millions $US.

### Îles Vierges
Initialement prévu à traverser les îles Vierges sur les bulletins du NHC du 2 au 4 septembre avant la remontée de l'ouragan vers le nord-ouest, les dégâts furent généralement minimes à modérés sur l'archipel avec un montant total estimé à 300 millions $US.

#### Britanniques
Les îles les plus au nord de cet archipel ont subi des rafales de vent de force d'ouragan (110 à 140 km/h) alors que l'ouragan Luis passait de 70 à 120 kilomètres au nord-est : Anegada (la plus exposée qui a subi une marée de tempête de près d'un mètre), Virgin Gorda et Tortola. Les dégâts sur les îles britanniques sont majoritairement modérés sur la végétation et les infrastructures.

#### Américaines
Le centre de l'ouragan passa à 150 kilomètres de l'archipel et les effets cycloniques sévères de Luis ont relativement épargné les îles de Saint John et St Thomas. La pression atmosphérique de 1 000 hPa, un vent soutenu de 35 nœuds (65 km/h) et une rafale près de 50 nœuds (93 km/h) furent enregistrées sur l'aéroport de St Thomas. Du fait de son passage à près de 190 kilomètres au nord-est de l'île de Ste Croix, les dégâts furent très minimes avec des rafales de vent de 70 à 80 km/h.

### Porto Rico
À l'approche de l'ouragan, l'état d'alerte est déclaré.
L'ouragan passe finalement plus au nord de l'île (à environ 190 km des côtes), entraînant sur la partie orientale de l'île des bourrasques assez violents et des inondations locales, ce qui engendra toutefois d'importantes coupures d'électricité. Deux personnes meurent de ces raisons. Le coût des dégâts est estimé à 200 millions $US.

### Bermudes
L'œil de l'ouragan de catégorie 2 passa à plus de 300 kilomètres à l'ouest de l'île mais le vaste centre affecta le territoire, occasionnant des dégâts minimes.

### Côte est des États-Unis
La mer agitée par la tempête a affecté la côte est des États-Unis, entraînant une érosion des plages et des inondations côtières. En Caroline du Nord, 8 maisons furent emportées par les vagues et une plage de 12 mètres fut perdue dans le comté de Brunswick. Dans les comtés de Hyde, Carteret et Onslow, des vagues d’une hauteur maximale de 5,2 m ont balayé les plages. Dix mètres de la jetée Triple S d’Atlantic Beach furent emportées. Les pertes totales en Caroline du Nord se sont élevées à 1,9 million $US de dollars,,. Le 7 septembre, le courant d'arrachement produit par Luis a provoqué la mort d'une personne près de Corncake Inlet, en Caroline du Nord.
Dans l'État de New York, une maison fut détruite et a entraîné la mort d'une personne qui nageait dans les hautes vagues,. Des dégâts sur deux ouvrages riverains furent enregistrés à Fire Island.

### Terre-Neuve
Le 10 septembre, le paquebot de luxe Queen Elizabeth 2 et une bouée météorologique ont enregistré des vagues de près de 30 mètres et des vents de force d'ouragan au large de Terre-Neuve. Tôt le 11 septembre, la dépression post-tropicale Luis a rapidement traversé la péninsule d'Avalon en direction du nord-est, déversant sur son passage de 60 à 120 mm de pluie sur l'est de Terre-Neuve et donnant des rafales de 92 à 130 km/h. La tempête a causé des dommages mineurs à la province et un décès. Les inondations provoquées par les restes de Luis ont causé des dommages estimés à 500 000 $US.

## Aide et conséquences

### Antigua, Barbuda, Dominique, Saint-Christophe-et-Niévès
Dès le 29 septembre 1995, divers programmes des Nations unies ont débloqués des fonds :
- Le Bureau de la coordination des affaires humanitaires de l'ONU a fourni 50 000 $US à Antigua-et-Barbuda et aux Antilles néerlandaises;
- Le Programme des Nations unies pour le développement (PNUD) a fourni 50 000 $US à la Barbade et aux Antilles néerlandaises ;
- Pour la reconstruction des écoles, l’Organisation des Nations unies pour l'éducation, la science et la culture a versé 20 000 $US à Antigua-et-Barbuda, 15 000 $US à la Dominique et 5 000 $US à Saint-Christophe-et-Niévès ;
- Le Fonds des Nations unies pour l'enfance (UNICEF) a fourni une subvention en espèces de 20 000 $US à toutes les îles touchées.

Divers organismes internationaux ont fait de même :
- L'Bureau d'aide humanitaire de la Communauté européenne a fourni des biens de première nécessité, tels que des bâches en plastique, des réservoirs d'eau, des couvertures et des fournitures médicales de base d'une valeur de 1,2 million $US ;
- L'Organisation des États américains a fourni une subvention d'urgence de 250 000 $US des États-Unis pour Antigua-et-Barbuda, la Dominique et Saint-Christophe-et-Niévès.

Même chose pour les gouvernements de nombreux pays :
- L'Australie a fourni à Antigua-et-Barbuda 37 593 $US de secours ;
- Les Bahamas ont fourni 50 000 $US aux zones touchées par des fonds d'urgence ;
- Le Canada a fait un don de 149 253 $US à l'Organisation panaméricaine de la santé ainsi que de 44 760 $US aux zones touchées ;
- La France a versé une aide d'urgence de 200 000 $US à Antigua-et-Barbuda
- L'Allemagne a fourni 52 817 $US dollars de fonds d'urgence à Saint-Christophe-et-Niévès ;
- La Jamaïque a déployé des équipes militaires de rétablissement dans les régions touchées pour contribuer aux efforts de réhabilitation et de nettoyage ;
- Le Japon a versé 150 000 $US en fonds d'urgence à la région touchée ;
- La Norvège a fourni une aide en espèces de 50 000 $US à Antigua-et-Barbuda et à Saint-Kitts-et-Nevis ;
- Les Pays-Bas ont fourni 15,2 millions $US en fonds d'urgence et fonds de recouvrement aux Antilles néerlandaises ;
- La Nouvelle-Zélande a fourni une aide en espèces de 3 942 $US à Antigua-et-Barbuda
- L'Espagne a versé 15 873 $US de fonds d'urgence aux régions touchées.

### Île de Saint-Martin
En dehors des vents violents et de la mer, explication possible des conséquences de l'ouragan provenaient du comportement de la population, pour les préparatifs. Par ailleurs, des milliers de bateaux de loisirs, parfois provenant des îles de Saint-Christophe, Niévres et de Saint-Eustache, ont été abrités dans le lagon, espérant être à l'abri de la houle cyclonique.
Les vents forts mesurés sur les collines de l'île, est diffusé à partir de sites situés en dehors de l'île. Les relevés effectués à l'aéroport presque au niveau de la mer indiquaient un vent soutenu de 139 km/h et les rafales atteignaient 183 km/h . Les rafales sont comprises sur les zones exposées entre 200 et 300 km/h. Un marin qui a été abrité dans le lagon a enregistré des rafales de vent à 185 km/h et une pression minimale de 965 mbar .
À la suite de l'approche de l'ouragan Irma au début du mois de septembre 2017, le dernier rapport du coût de la reconstruction des logements s'établissaient à l'équivalence de 300 millions € soit 2 milliards de francs (350 millions $US) lors du passage de Luis. Cependant, cela n'incluait pas les autres infrastructures de l'île endommagées ou détruites (ports, aéroport, routes, hôpital, entreprises, écoles, moyens de communication et secteur de hôtellerie, de loisirs ou touristique...).[réf. nécessaire]

## Notoriété et retrait

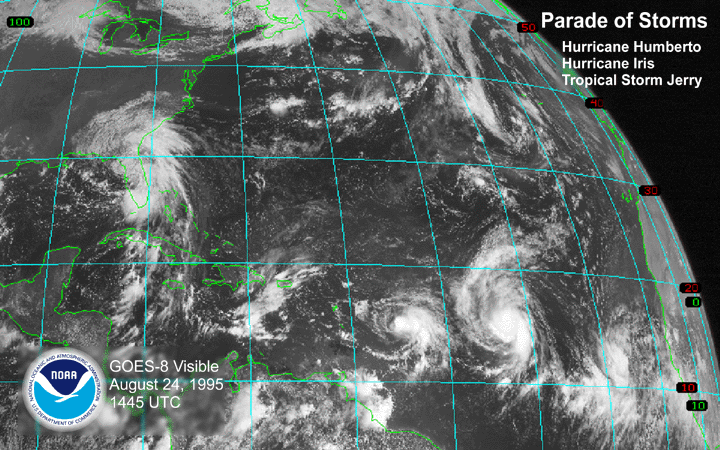
Une image de l'océan Atlantique du 24 Août de trois cyclones tropicaux (Humberto, Iris, et Jerry) et de deux ondes tropicales en sortie d'Afrique devenant les tempêtes Karen et Luis

Lorsque la dépression tropicale Treize se renforça en tempête tropicale Luis le 29 août, elle marqua la date la plus hâtive à laquelle la douzième tempête nommée de toute saison se forma, surpassant le précédent record établi par la tempête tropicale Douze de la saison 1933. Le record a été surpassé d'au moins une semaine en août 2020 avec Laura.
Peu de temps avant de devenir extratropical, l'ouragan Luis se déplaçait à 105 km/h, devenant ainsi l'un des ouragans les plus rapides de l'Atlantique enregistrés dans l'histoire.
Le 11 septembre, une vague de 30 m a frappé le paquebot QE2. Cette vague est la plus haute lame jamais enregistrée par un navire. Toutefois, l’ouragan Ivan de 2004 a pu produire une vague d’une hauteur pouvant atteindre 40 m au large des côtes du Mexique.
Luis fut le dernier ouragan de catégorie 4 touchant les Petites Antilles au XXe siècle : Le premier étant en 1928, puis Dog en 1950, Donna en 1960, David en 1979 et Hugo en 1989.
Luis était le deuxième des trois cyclones tropicaux à avoir touché la Guadeloupe en peu de temps, le premier étant Iris, au stade de tempête tropicale sur les Antilles, une semaine auparavant et le dernier l'ouragan Marilyn seulement dix jours plus tard. Au cours des années suivantes, les Îles du Vent étaient frappées par des cyclones moins puissants, Bertha et Hortense (1996) puis successivement par Erika (1997), Georges (1998), Jose et Lenny (1999) et Debby (2000).
Depuis 1950, très peu d’ouragans de l’Atlantique ont eu une énergie cumulative des cyclones tropicaux (ACE) supérieur à 50. Comme il a passé près de quatorze jours sous la forme d’une tempête nommée et près de huit jours au stade d'ouragan majeur, Luis a atteint une valeur d'ACE de 53,5, le plus haut depuis Inez (en) 1966 et est resté le plus élevé jusqu’à ce qu’il soit dépassé par les ouragans Isabel en 2003 puis Ivan en 2004 et Irma en 2017.
En raison des graves dommages et pertes en vies humaines provoqués par la tempête dans les îles Sous-le-Vent, le nom Luis a été supprimé au printemps 1996 et ne sera plus jamais utilisé pour un ouragan de l'Atlantique. Il fut remplacé par Lorenzo lors de la saison 2001. Luis a été le premier nom d'ouragan de l’Atlantique Nord commençant par «L» à prendre sa retraite et le premier ouragan à avoir un retrait en trois ans depuis l’ouragan Andrew de 1992 : cet intervalle de 3 ans de retrait fut également le cas entre les saisons de 1980-1983 (Allen et Alicia) et 1985-1988 (Gloria et Gilbert).